# Fredrik Widmark
Hans Fredrik Widmark (Hässleholm, 20 november 1976) is een voormalig professioneel golfer uit Zweden.

## Biografie
Widmark werd in 1998 professional. Aanvankelijk speelde op de Nordic Golf League en de Challenge Tour. In 2002 eindigde Widmark op de 14de plaats van de Order of Merit van de Challenge Tour, onder meer dankzij winst op de Izki Challenge de España. Als gevolg hiervan promoveerde hij naar de Europese PGA Tour. Na 1 seizoen zakte hij al terug af naar de Challenge Tour met winst op de Riu Tikida Hotels Moroccan Classic en de Texbond Open. In 2006 kwam hij weer uit in de Europese Tour. Nadien zou Widmark vooral uitkomen in de Scandinavische Tours tot aan het eind van zijn carrière in 2019.

### Overwinningen
| Jaar | Toernooi                           | Tour              |
| ---- | ---------------------------------- | ----------------- |
| 1998 | AP Parts Motoman Open              | Telia Tour        |
| 1999 | Tomelilla Open                     | Telia Tour        |
| 2001 | Match SM                           | Telia Tour        |
| 2002 | Izki Challenge de España           | Challenge Tour    |
| 2005 | Riu Tikida Hotels Moroccan Classic | Challenge Tour    |
| 2005 | Texbond Open                       | Challenge Tour    |
| 2008 | Skepparslöv Open                   | SGF Golf Ranking  |
| 2013 | Tomelilla Open                     | Zweedse Mini-tour |
| 2013 | Araslöv Open                       | SGF Golf Ranking  |
| 2017 | Skyrup Open                        | SGF Golf Ranking  |
| 2019 | Skyrup Golf & Hotell Open          | SGF Golf Ranking  |